# Арад, Рон (дизайнер)
Рон Арад (ивр. רון ארד‎, англ. Ron Arad; 1951, Тель-Авив, Израиль) — дизайнер, художник и архитектор. Живёт и работает в Лондоне, Великобритания.

## Биография
Рона Арада нередко называют человеком из стали, а его концептуальные провокационные работы – актуальными объектами будущего. С юношеских лет, избегая типичных архитектурных канонов и клише, Арад экспериментировал с различными формами и материалами. Листовой металл – визитная карточка дизайнера. На протяжении 30-ти лет художник работает со сталью, алюминием и полиамидом, воплощая свой яркий и уникальный стиль в разнообразных предметах искусства, начиная с мебели и заканчивая футуристичными архитектурными пространствами. Несмотря на тяжесть материалов, работы Арада всегда изящны и сочетают в себе объемную легкость, плавные линии и гибкую форму. 
Окончив Академию Искусств в Иерусалиме, в 1973 году Рон Арад переехал в Лондон для учебы в Школе Архитектурной Ассоциации (Architectural Association School of Architecture) в мастерской под руководством участника группы Archigram Питера Кука и архитектора-деконструктивиста Бернарда Чуми, где сокурсниками Рона Арада были Заха Хадид и Питер Уилсон. В 1981 вместе с партнером Каролин Торман основал бюро One Off Ltd., где начал создавать свои первые арт-объекты из отходов промышленного производства и строительных деталей. В 1989 году была создана компания Ron Arad Associates, в 2008 год – студия Ron Arad Architects, продолжающая работу по сей день. Кресло Rover Chair, которое состоит из автомобильного сиденья и стальных трубок в основании — первый объект, заставивший говорить об Араде как о дизайнере. Его постоянные эксперименты с возможностями материалов и новаторские представления о форме и структуре объектов и зданий, сделали художника центральной фигурой в мире дизайна и архитектуры.
В течение своей карьеры Рон Арад разработал проекты для основных международных брендов мебели и дизайна: Vitra, Kartell, Moroso, Alessi, Driade, Cappellini, Cassina, WMF, Swarovski, Roca и Magis. Он сотрудничал с различными модными, технологическими и люксовыми брендами, включая Adidas, Nestle, Fiat, Samsung, LG, Bombay Sapphire, Hennessy, Ruinart, Kenzo, Le Coq Sportif. В 2012 году создал коллекцию очков для лондонской компании New Eye . Одним из нашумевших архитектурных проектов Рона Арада стал Музей дизайна в Холоне (Израиль) с фасадом из кортеновской стали, напоминающим ленту мебиуса. Публичные художественные работы художника украшают общественные места во всех уголках мира. 
Рон Арад получил множество международных наград и ведет активную издательскую деятельность. С 1994 по 1997 г. он преподавал в Высшей школе дизайна в Вене, а затем до 2009 г. был профессором и руководителем отделения продуктового дизайна Королевского колледжа искусств в Лондоне, после чего получил звание почетного профессора. За выдающиеся достижения в области искусств Арад был избран академиком Королевской академии художеств в Лондоне в 2012 году. 
Ретроспективные выставки Арада проходили в Центре Помпиду в Париже, музее Stedelijk в Амстердаме и нью-йоркском МоМА; работы входят в состав коллекции крупнейших музеев и частных собраний.
К уникальным публичным арт-объектам относятся скульптуры художника: ‘Big Blue’ в Канэри-Уорф (Лондон), ‘Evergreen!’ (Токио), ‘Kesher’ (Тель-Авив) и ‘Vortext’ (Сеул). В 2016 году подвижная 16-ти метровая скульптура ‘Spyre’ украсила вход в Королевскую академию художеств в Лондоне.
- Design Museum Holon (Israel) by Ron Arad
- Design Museum Holon (Israel) by Ron Arad
- The Big Blue (2000) sculpture on Canada Square (London, UK)
- Rover Two-Seater Sofa, 1985. Musée national d'art moderne
- The Big Easy Chair, 1987 (original design) / 2010 (steel version)
- Pressed Flower/Yellow, 2013

## Избранные коллекции
Musée des Beaux-Arts (Montreal, Canada)
Musée National d’Art Moderne/Centre Georges Pompidou (Paris, France)
Fond National d’Art Contemporain (Paris, France)
Musée des Arts Décoratifs (Paris, France)
Centre National d’Art Plastique (Paris, France)
Metropolitan Museum of Art (New York, USA)
Museum of Modern Art (New York, USA)
Museum of Fine Arts (Boston, USA)
Museum of Fine Arts, Houston, USA
Victoria and Albert Museum (London, UK)
Manchester Art Gallery (Manchester, UK)
Design Museum (London, UK)
Stedelijk Museum of Modern Art (Amsterdam, Netherlands)
Rohsska Design Museum (Gothenburg, Sweden)
Powerhouse (Sydney, Australia)
Design Museum (Osaka, Japan)
Design Museum (Nürnberg, Germany)
Neue Pinakothek der Moderne (Munich, Germany)